# Achada Leitão
Achada Leitão és una vila al centre de l'illa de Santiago a l'arxipèlag de Cap Verd. Està situada a 3 kilòmetres al nord-est de Picos.